# هاروکی نیشیمورا
هاروکی نیشیمورا (ژاپنی: 西村 陽毅؛ زادهٔ ۳۱ مهٔ ۱۹۸۷) یک بازیکن فوتبال اهل ژاپن است.
از باشگاه‌هایی که در آن بازی کرده‌است می‌توان به اشگاه فوتبال اومیا آردیجا اشاره کرد.